# كوكوي

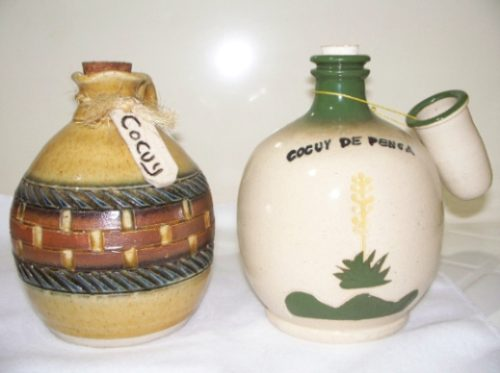
حافظات كوكوي تقليدية

الكوكوي (بالإسبانية: El cocuy) أو الكوكوي السائل الكحولي هو مشروب كحولي مستخلص من العصائر المخمّرة من رأس، جذع، أو أوراق نبتة «أجاف كوكوي» التي يعود أصلها لأميركا الاستوائية حيث قام الحرفيّون بمناطق 'فالكون' ولارا باستخلاصها في فنزويلا. وكما قامت الحكومة بإصدار مرسوم يقضي باعتبار النبتة ومنتجاتها تراث طبيعي وثقافي لولاية فالكون (أكتوبر، 2000)، وتراث ثقافي وسلفي؛ أي مستمد من الاسلاف لفنزويلا (تموز، 2006). كما أصبح السائل الكحوليّ هذا منذ عام 2013 شراباً شعبياً في مقدمة 'كاراكاس' حيث يتم صنع كوكتيل أساسه هذا الشراب. أيضاً يُعرف شراب الكوكوي ب«تكيلا فنزويلا»؛ شراب كحولي مكسيكي.

## التاريخ
عُرفت نبتة الكوكوي في الحقبة ما قبل الكولومبية في المنطقة الوسطية الغربية شبه القاحلة من فنزويلا على أنها حياة وطعام للسكان الأصليين ل'آي مان'،' زاغاس'، و 'جيراهاراس'. حيث تستخدم النبتة كمادة خام لصناعة المشروب الذي يحمل نفس التسمية 'كوكوي بيكانا'. إن المشروب الكوكويّ الكحولي يتم تصنيعه في «بيكانا باريش»، ويُعرف السوكر البلديّ في ولاية فالكون رسمياً ب «كوكوي بيكايرو» الذي يعد «خدمة مستقلة محمية فكرياً» في مايو 2002. على الرغم من كونه تراث ثقافي تم تصنيف هذا النشاط على أنه غير مطابق للقانون وذلك بعد حدوث تغيّر غير متوقع في القانون عام 1974 مما عرّض الحرفيون للاضطهاد. ونتيجة لذلك أصبح يعدّ 'روح الكوكوي' : مزيج من الكحول المتعادل وكوكوي الحرفيون الذي لا يتجاوز 42ْ GL، الشكل الوحيد من كحول الكوكوي المسموح بيعه قانونياً؛ أصبح مراقباً حكومياً بشكل دقيق. مع ذلك تم تغيير القانون سنة 2005 وبعد إقراره عام 2007 أصبح الكوكوي بشكل منفرد يصنع من «آجاف» وأصبح قانونياً مرةً أُخرى ودخل الكثير من المنتجين الحرفيين السوق ليكونوا منافسين لماركات الكوكوي الصناعية الموجودة سابقاً؛ مثل (كوكوي جيراجارا، كوكوي ناجوارا، كوكوي لارا... إلخ). في النهاية تم مكافئة 8 حرفيون في الرابع من شهر ديسمبر عام 2013 بمنحهم الترخيص بشكل نهائي للسماح لهم بصناعة الكوكوي في بيكانا. وحالياً تمتلك فنزويلا 8 ماركات موثقة كما ينبغي وكما أنه من المتوقع أن يحصل باقي الحرفيون على التراخيص خلال 2014.

## الصناعة
تتم صناعة الكوكوي يدوياً باستخدام الساق، الرأس أو الاناناس المأخوذ بعد إزالة أوراق الكوكوي الجافيّ، ويتم خبز هذا في أفران الحرفيون في الأرض حيث يقومون بتغطية الجدران والقاع بحجارة النهر ويقومون بطهي الأوراق على حرارة منخفضة مع الخشب. ثم بعد 3 إلى 4 أيام في الفرن يتم إزالة الأوراق ثم يتم نقعها باستخدام وعاء خشبي وقضيب. بعدها يقومون بعصره يدوياً لاستخراج العصير 'الشراب' حيث يتم تعريضه لعملية تخمير يليها تقطير. تتم عملية التقطير في الوقت الحالي باستخدام قدور صغيرة ساكنة ذات مقبض أيضاً مقوِّم وملف نحاسي. يتم الحصول على شرابٍ صافٍ خلال عملية التقطير بالإضافة لرائحة مميزة وعبير كما يحتوي على درجة عالية من الكحول (50) مساوية لتكيلا وميزكال المنتَج في المكسيك باستخدام نباتات مشابهة. يسمّى أول سائل يتم الحصول عليه الرأس أو البرنجوت مع درجة عالية من الكحول حيث يستخدم موضعياً فقط لأغراض علاجية. ويسمى المائع التالي الجسم أو القلب حيث يمتلك بين 35 إلى 70 درجة كحولية. أما الجزئية الثالثة فهي تسمى الذيل التي تحتوي بين 10 إلى 35 درجة كحولية حيث يعمل بشكل أفضل لإنتاج المخاليط. بالإضافة لما سبق فإن الكوكوي من الممكن أن يتم تعتيقه باستخدام براميل من البلوط للحصول على سائل يبعث توازن وتناغم.